# Cidade Negra
Cidade Negra ist eine 1986 gegründete brasilianische Musikgruppe aus Rio de Janeiro.

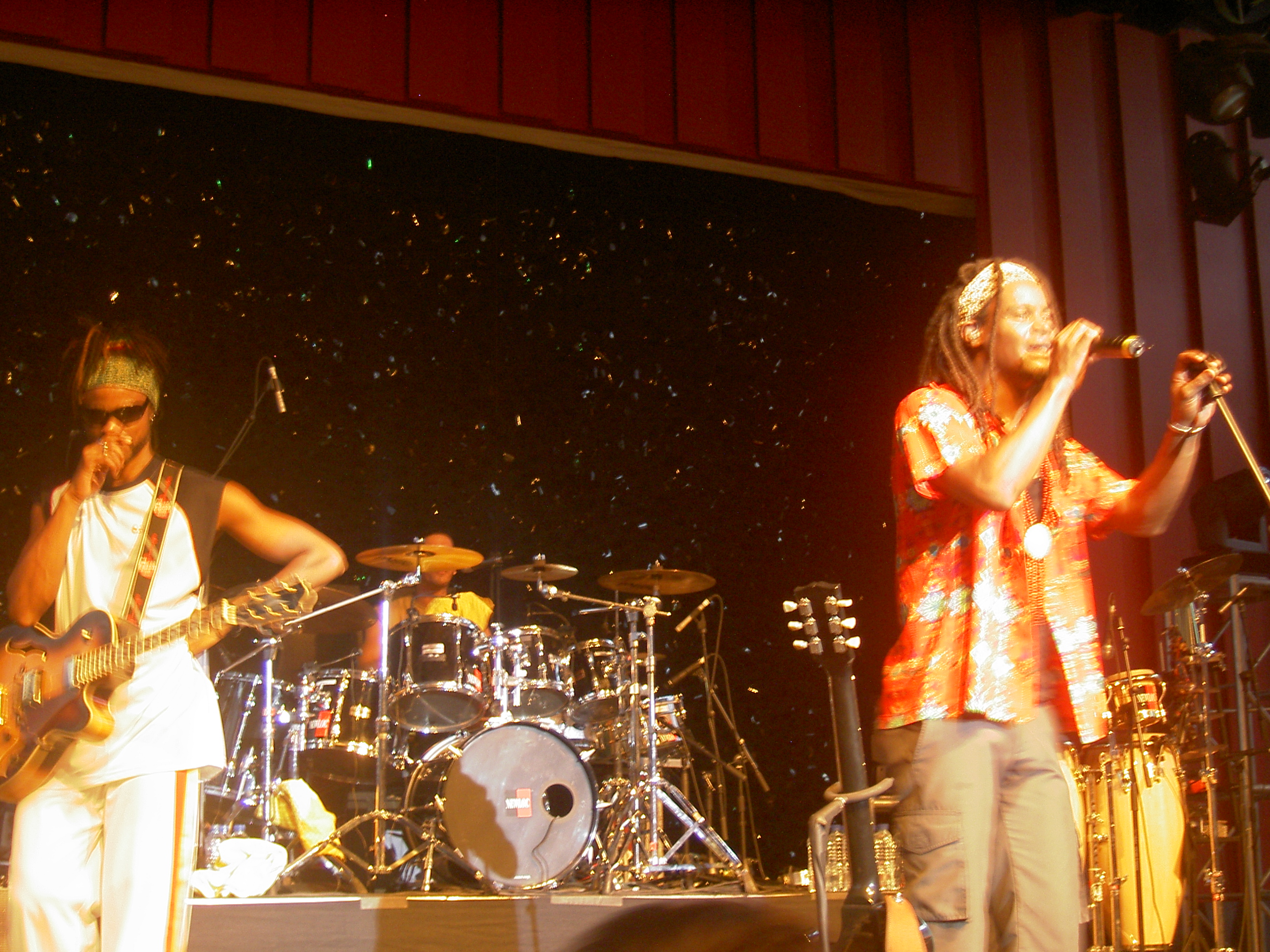
Cidade Negra bei einem Konzert 2005.

Die Gruppe ist die erfolgreichste Dub-Band Brasiliens. Bereits ihr erstes Album war ein Erfolg und sie erhielten einen Vertrag bei Sony. Die zweite Platte war ein Flop – als Grund wurde die Thematisierung der Rechte der schwarzen Bevölkerung angesehen. Sony verlangte Konzessionen an den Markt, was zu einem Zerwürfnis mit Sänger Sebastião Francisco Bernardo führte, der die Band 1994 verließ. Der neue Sänger Toni Garrido galt als weniger charismatisch, die Texte wurden weniger deutlich, doch der Erfolg von Cidade Negra stieg. Das Video zur nächsten Single erreichte Platz zwei der MTV-Charts in Brasilien und das folgende Album verkaufte sich öfter als die vorherigen zusammen.
Auf der Platte Hits & Dubs mischten berühmte Musiker wie Mad Professor, Aswad, Lee Perry, Sly & Robbie und U-Roy ihre größten Hits.
Sänger Toni Garrido spielte 1999 den Orfeu in Carlos Diegues Neuverfilmung von Orfeu Negro.

## Diskographie
- Lute Para Viver (Sony BMG, 1991)
- Negro No Poder (Sony BMG, 1992)
- Sobre Todas As Forças (Sony BMG, 1994)
- O Erê (Sony BMG, 1996)
- Quanto Mais Curtido Melhor (Sony BMG, 1998)
- Hits & Dubs (Kompilation) (Sony BMG, 1999)
- Enquanto O Mundo Gira (Sony BMG, 2000)
- Acústico MTV (Sony BMG, 2002)
- Perto De Deus (Sony BMG, 2004)
- Direto Ao Vivo (Sony BMG, 2006)